# ألبرت بيرد
ألبرت بيرد (17 أغسطس 1867 - 16 يونيو 1927) (بالإنجليزية: Albert Bird)‏ هو لاعب كريكت بريطاني.

## وصلات خارجية
- ألبرت بيرد على موقع إي آس بي آن كريك إنفو (الإنجليزية)